# Augusta Waldecko-Pyrmontská
Augusta Waldecko-Pyrmontská (21. července 1824 Bad Arolsen – 4. září 1893 Norderney) byla waldecko-pyrmontskou princeznou a sňatkem hraběnkou a po krátkou dobu i kněžnou ze Stolberg-Stolbergu.

## Život
Narodila se v Bad Arolsenu jako nejstarší potomek waldecko-pyrmontského knížete Jiřího II. a jeho manželky Emmy Anhaltsko-Bernbursko-Schaumbursko-Hoymské. Měla mladší sestru Hermínu, provdanou kněžnu ze Schaumburg-Lippe a dva mladší bratry. Jiří Viktor se stal po otci waldecko-pyrmontským knížetem a byl také otcem nizozemské královny Emmy. Nejmladší bratr Wolrad zemřel svobodný a bezdětný v mladém věku.
Jako třiadvacetiletá se Augusta provdala 15. června 1848 za hraběte Alfréda ze Stolberg-Stolbergu (1820–1903). Svému muži porodila sedm dětí:
- 1. Wolfgang ze Stolberg-Stolbergu (15. 4. 1849 Stolberg – 27. 1. 1903 tamtéž), 2. kníže ze Stolberg-Stolbergu[1][2]
⚭ 1897 hraběnka Irmgard Thekla z Ysenburg-Büdingen-Meerholze (11. 7. 1868 Meerholz – 4. 7. 1918 Nordhausen)[3][2]
- 2. Eberhard ze Stolberg-Stolbergu (5. 6. 1851 Stolberg – 20. 8. 1851 tamtéž)[4][2]
- 3. Walrad ze Stolberg-Stolbergu (9. 11. 1852 Mannheim – 18. 5. 1906 Stolberg), svobodný a bezdětný[5][2]
- 4. Heinrich Ottomar ze Stolberg-Stolbergu (6. 3. 1854 Stolberg – 15. 12. 1935 tamtéž), svobodný a bezdětný[6][2]
- 5. Erika Juliana ze Stolberg-Stolbergu (15. 7. 1856 Stolberg – 20. 3. 1928 Rottleberode)[7][2]
⚭ 1878 hrabě Jiří Albrecht z Erbachu (22. 8. 1844 Erbach – 19. 4. 1915 Mossautal)[8][2]
- 6. Albrecht ze Stolberg-Stolbergu (16. 1. 1861 Stolberg – 29. 7. 1903 Michelstadt), svobodný a bezdětný[9][2]
- 7. Volkwin ze Stolberg-Stolbergu (15. 9. 1865 Stolberg – 25. 5. 1935 Rottleberode), svobodný a bezdětný[10][2]

22. března 1893 byl hrabě Alfréd povýšen císařem Vilémem II. na dědičného knížete. Augusta zemřela o necelých šest měsíců později na ostrově Nordeney ve věku 69 let. Alfréd svoji manželku přežil o devět let a zemřel 24. ledna 1903. Jejich nejstarší syn Wolfgang zemřel jen tři dny po svém otci. Wolfgangův syn Wolf-Heinrich, budoucí 3. kníže ze Stolberg-Stolbergu se narodil jako pohrobek tři měsíce po skonu svého otce.